# 郑州商品交易所
郑州商品交易所（简称郑商所，縮寫：ZCE）。原为远期期货交易所，成立于1990年10月12日，是经中国国务院批准的首家期货市场试点单位，在现货远期交易成功运行两年以后，于1993年5月28日正式推出标准化期货合约交易（期货交易），实现向期货市场发展。

## 历史
1998年8月，郑商所被中国国务院确定为全国三大期货交易所之一（另外两家为：上海期货交易所、大连商品交易所），隶属于中国证券监督管理委员会垂直管理。现为全国四家期货交易所之一，另三所期货交易所分别为：上海期货交易所、大连商品交易所以及2006年9月8日由前三大期货交易所成立的中国金融期货交易所。
2017年8月17日，棉纱期货在郑州商品交易所挂牌上市。2019年10月郑商所获得香港证监会自动化交易服务提供商批准。2019年12月25日，因为结算系统出现故障，上海期货交易所、大连商品期货交易所、郑州商品交易所宣布，将于22时30分夜盘开市，这比正常夜盘开市时间延迟了1个半小时。2020年12月1日，郑商所获得新加坡金融管理局批准，成为新加坡认可市场运营商。2020年，郑商所累计成交17.02亿手，在国际期货业协会（FIA）全球交易所排名中位居第12位，在商品衍生品成交量排名中位居第三位。

## 品种
截止2023年10月20日，郑商所交易的期货品种有：
- 农产品：白糖，棉花，普麦，强麦，早籼稻，晚籼稻，粳稻，菜籽粕，油菜籽，菜籽油，棉纱，苹果，红枣，花生。
- 非农产品：动力煤，PTA，甲醇，玻璃，硅铁，锰硅，尿素，纯碱，短纤。

目前交易的期权品种有：白糖，棉花，PTA，甲醇，菜籽粕，动力煤，菜籽油，花生。